# Parco nazionale Neusiedler See-Seewinkel
Il parco nazionale Neusiedler See-Seewinkel o parco nazionale Fertő-Hanság (in tedesco: Nationalpark Neusiedler See-Seewinkel, in ungherese Fertő-Hanság Nemzeti Park) è un parco nazionale situato tra Austria e Ungheria.